# Dipodillus simoni
Il gerbillo codacorta minore (Dipodillus simoni) è una specie di gerbillo diffusa dal Marocco orientale all'Egitto.